# 太田肇
太田 肇（おおた はじめ、1954年12月8日 - ）は、日本の組織学者。専門は組織論、組織社会学。経済学博士。同志社大学名誉教授。

## 来歴
兵庫県出身。神戸大学大学院経営学研究科修了。三重大学人文学部助教授、滋賀大学経済学部教授を経て、2004年に同志社大学政策学部教授(大学院総合政策科学研究科教授を兼任)。2025年4月から同志社大学名誉教授。
日本における組織論の第一人者として知られ、個人尊重を理念に掲げながら学界のほかマスコミ等でも広く発言している。1990年代から著書で個人の意欲・能力生かす「間接統合」や「インフラ型組織」を提唱する一方、1996年に刊行された『個人尊重の組織論』から話題作『「承認欲求」の呪縛』まで、承認欲求と人間行動をテーマにした著作や研究成果を多数発表している。著書は韓国などアジアでも評価が高く、『承認欲求』『「ネコ型」人間の時代』『「承認欲求」の呪縛』はいずれも韓国版が出版されている。また著書は近年、大学入試問題として頻出している。

## 主な著書
- 『日本型組織のドミノ崩壊はなぜ始まったか』(ISBN 4087213544、集英社、2025年)
- 『「自営型」で働く時代-ジョブ型雇用はもう古い！』(ISBN 4833425130、プレジデント社、2023年)
- 『何もしないほうが得な日本-社会に広がる「消極的利己主義」の構造-』(ISBN 4569853439、PHP研究所、2022年)
- 『日本人の承認欲求 - テレワークがさらした深層 -』(ISBN 4106109476、新潮社、2022年)
- 『同調圧力の正体』(ISBN 4569849555、PHP研究所、2021年)
- 『「超」働き方改革 -四次元の「分ける」戦略』(ISBN 4480073256、筑摩書房、2020年)
- 『「承認欲求」の呪縛』(ISBN 4106108003、新潮社、2019年)
- 『「ネコ型」人間の時代 -直感こそＡＩに勝る』(ISBN 4582858740、平凡社、2018年)
- 『ムダな仕事が多い職場』(ISBN 4480069887、筑摩書房、2017年)
- 『知識ゼロからのモチベーションアップ法』(ISBN 4344903250、幻冬舎、2017年)
- 『なぜ日本企業は勝てなくなったのか -個を活かす「分化」の組織論』(ISBN 410603798X、新潮社、2017年)
- 『最強のモチベーション術 -人は何を考え、どう動くのか？』(ISBN 4534054122、日本実業出版社、2016年)
- 『個人を幸福にしない日本の組織』（ISBN 4106106566、新潮社、2016年）
- 『社員の潜在能力を引き出す経営』（ISBN 4502166219、中央経済社、2015年）
- 『がんばると迷惑な人』（ISBN 4106105993、新潮社、2014年）
- 『子どもが伸びる ほめる子育て -データと実例が教えるツボ-』（ISBN 4480067477、筑摩書房、2013年）
- 『組織を強くする人材活用戦略』（ISBN 4532112931、日本経済新聞出版社、2013年）
- 『表彰制度 -会社を変える最強のモチベーション戦略-』※日本表彰研究所と共著（ISBN 4492533311、東洋経済新報社、2013年）
- 『社員が「よく辞める」会社は成長する！』（ISBN 4569806473、PHP研究所、2012年）
- 『公務員革命 -彼らの<やる気>が地域社会を変える-』（ISBN 4480066322、筑摩書房、2011年）
- 『承認とモチベーション -実証されたその効果』（ISBN 4495380214、同文舘出版、2011年）
- 『「不良」社員が会社を伸ばす』（ISBN 4492532781、東洋経済新報社、2010年）
- 『「見せかけの勤勉」の正体』（ISBN 4569779883、PHP研究所、2010年）
- 『認め上手 -人を動かす53の知恵-』（ISBN 4492532587、東洋経済新報社、2009年）
- 『認められる力』（ISBN 402273261X、朝日新聞出版、2009年）
- 『日本的人事管理論』 (ISBN 4502661503、中央経済社、2008年)
- 『承認欲求』 (ISBN 4-49-2532358、東洋経済新報社、2007年)
- 『お金より名誉のモチベーション論』 (ISBN 4-49-253225-0、東洋経済新報社、2007年)
- 『「外向きサラリーマン」のすすめ -ポスト成果主義の時代をどう生きるか-』 (ISBN 4-02-250098-0、朝日新聞社、2006年)
- 『認められたい！-がぜん、人をやる気にさせる承認パワー-』（ISBN 4-532-31222-1、日本経済新聞社、2005年）
  - 『「やる気」アップの法則』（文庫化後改題、ISBN 4532194792、日本経済新聞出版社、2008年）
- 『ホンネで動かす組織論』（ISBN 4-480-06164-9、筑摩書房、2004年）
- 『選別主義を超えて』（ISBN 4-12-101713-7、中央公論新社、2003年）
- 『囲い込み症候群』（ISBN 4-480-05924-5、筑摩書房、2001年）
- 『ベンチャー企業の「仕事」』（ISBN 4-12-101571-1、中央公論新社、2001年、中小企業研究奨励賞本賞受賞)
- 『「個力」を活かせる組織』（ISBN 4-532-14803-0、日本経済新聞社、2000年）
- 『仕事人(しごとじん)と組織 -インフラ型への企業革新-』（ISBN 4-641-16055-4、有斐閣、1999年、経営科学文献賞受賞）
- 『仕事人（しごとじん）の時代』（ISBN 4-10-419401-8、新潮社、1997年）
  - 『求む、仕事人（しごとじん）！さよなら、組織人（そしきじん）』（文庫化後改題、ISBN 4-532-19164-5、日本経済新聞社、2003年）
- 『個人尊重の組織論』（ISBN 4-12-101286-0、中央公論社、1996年）
- 『日本企業と個人』（ISBN 4-561-23243-5、白桃書房、1994年）
- 『プロフェッショナルと組織』（ISBN 4-495-35411-6、同文舘出版、1993年、組織学会高宮賞受賞）